# Chwałęcice (Rybnik)
Chwałęcice (niem. Chwallentzitz) – dzielnica Rybnika położona w północnej części miasta, po zachodniej stronie Zalewu Rybnickiego, liczy ok. 1800 mieszkańców. 1 lutego 1977 włączone do Rybnika.
W latach 1973–1977 miejscowość była siedzibą gminy Chwałęcice. W dzielnicy znajduje się m.in. kościół pw. św. Jana Nepomucena oraz Ośrodek Sportów Wodnych i Rekreacji. W dzielnicy działa klub piłkarski TKKF Sokół Chwałęcice.

## Nazwa
Według niemieckiego nauczyciela Heinricha Adamy’ego nazwa miejscowości wywodzi się od polskiej nazwy określającej sławę – chwałę. W swojej publikacji o nazwach miejscowych na Śląsku wydanej w 1888 we Wrocławiu jako najstarszą nazwę miejscowości wymienia Chwalenczice, podając jej znaczenie Herrlicher Platz (Wspaniałe miejsce). Nazwa została początkowo przez Niemców fonetycznie zgermanizowana na Chwallenczutz, a później na Chwallentzitz, tracąc swoje pierwotne znaczenie.

## Galeria

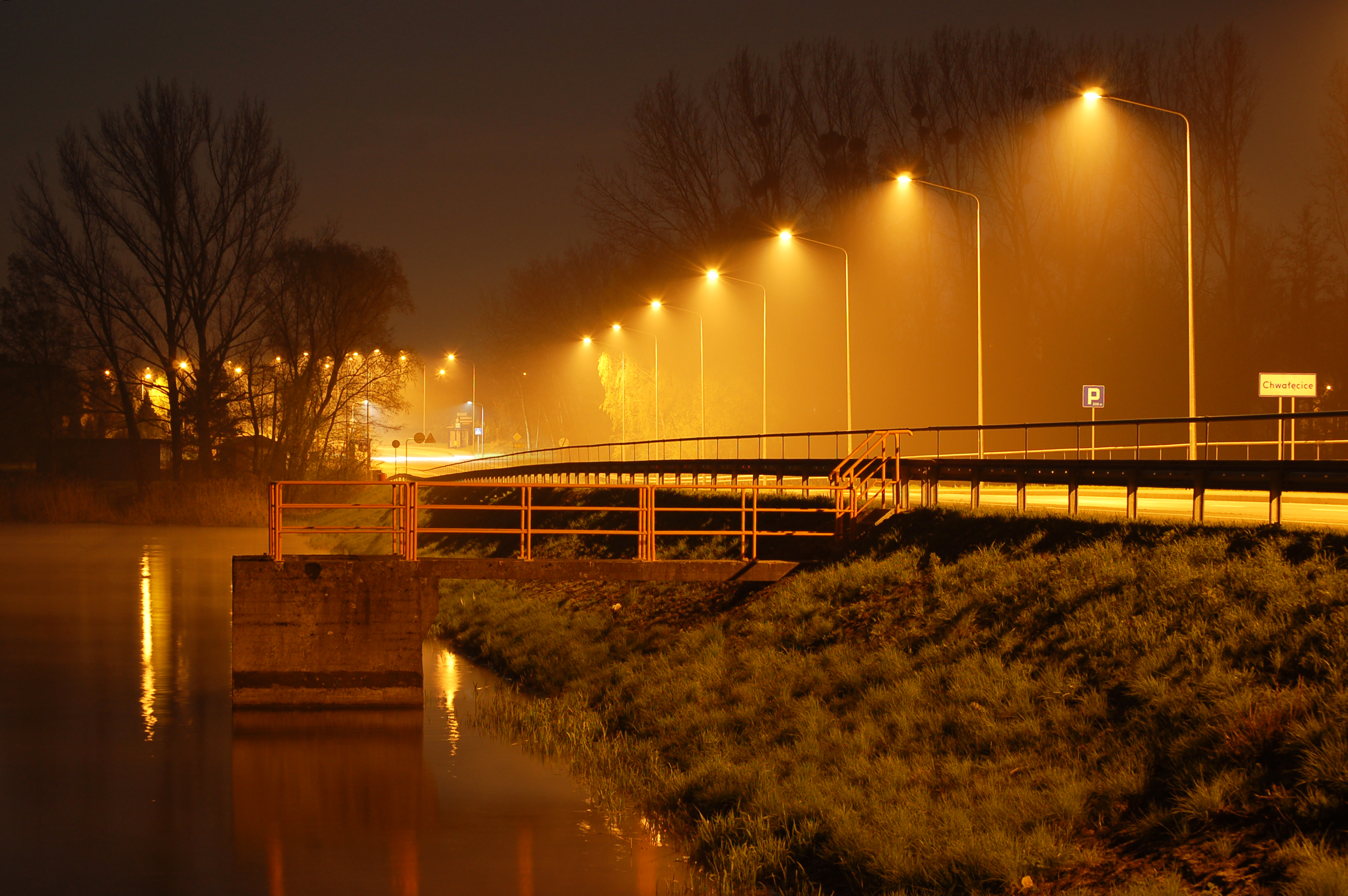
Droga na Chwałęcice

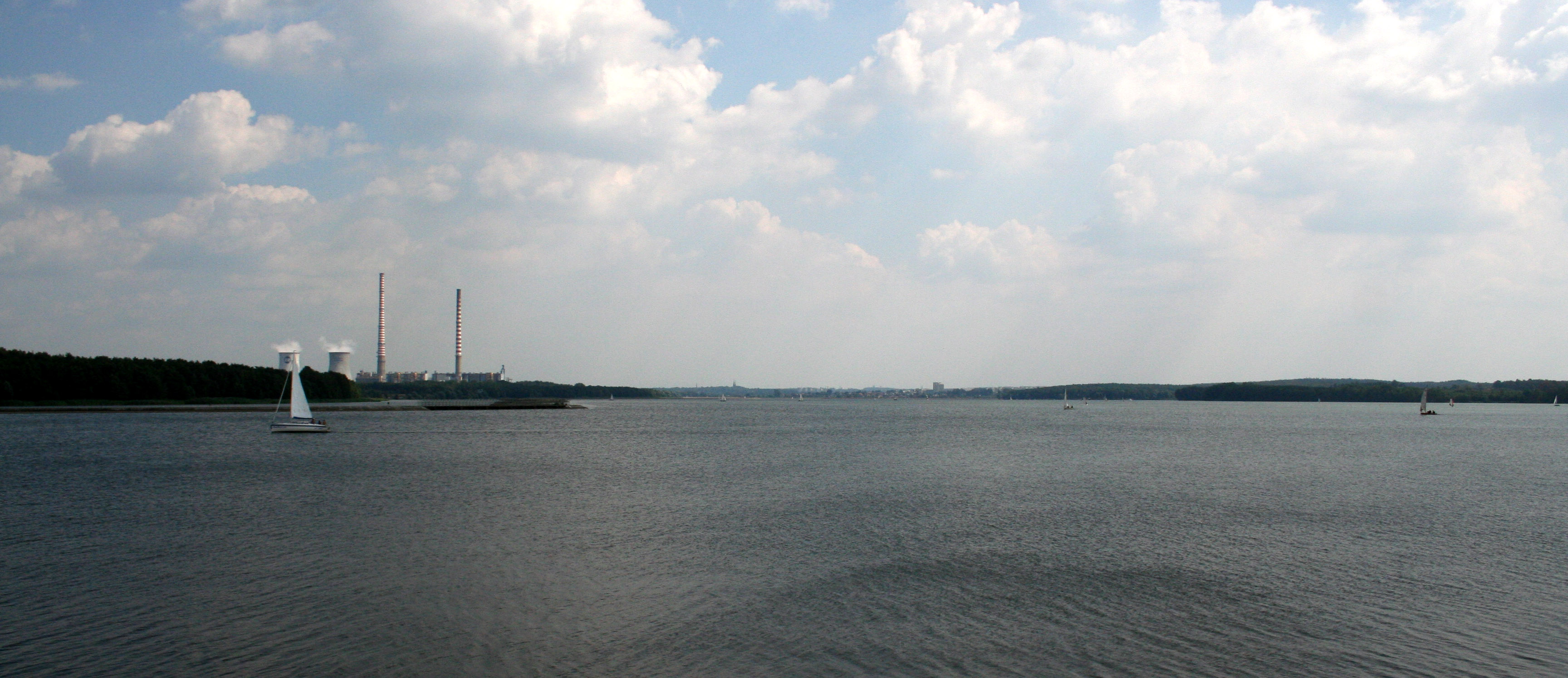
Zbiornik Rybnicki od strony zapory
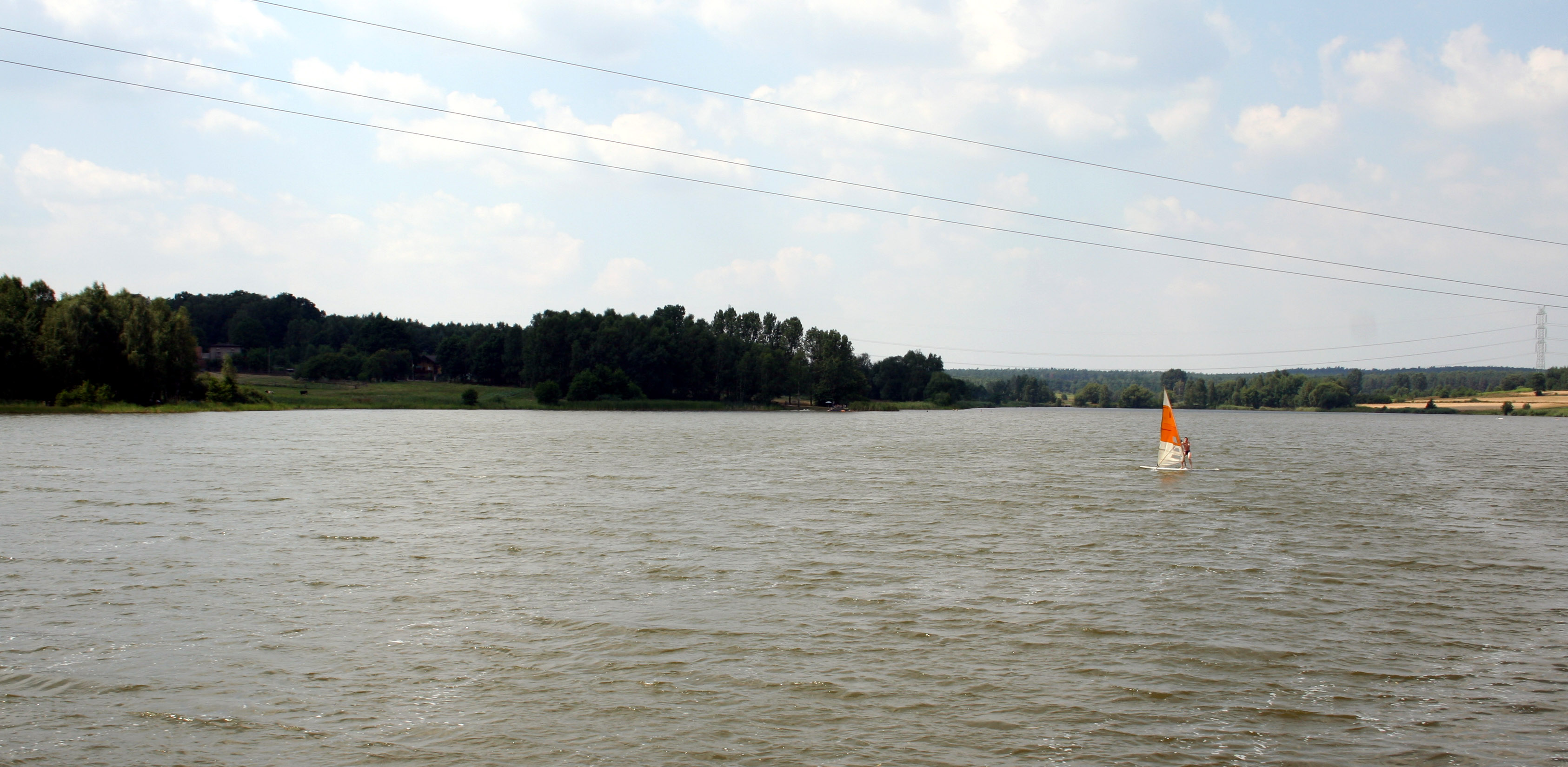
Zalew Pniowiec